# Glypta longipalpus
Glypta longipalpus är en stekelart som beskrevs av Dasch 1988. Glypta longipalpus ingår i släktet Glypta och familjen brokparasitsteklar. Inga underarter finns listade i Catalogue of Life.